# Villa Belza
 (mai 2025).
Si vous disposez d'ouvrages ou d'articles de référence ou si vous connaissez des sites web de qualité traitant du thème abordé ici, merci de compléter l'article en donnant les références utiles à sa vérifiabilité et en les liant à la section « Notes et références ».
 (août 2024).
La villa Belza est une villa de style néo-médiéval construite entre 1880 et 1895 sur la côte rocheuse de Biarritz, en France.

## Historique
En 1825, le cultivateur Dominique Daguerre obtient par un échange avec la commune un champ curieusement implanté sur les rochers. Son fils Étienne vend ce terrain appelé champ du rossignol ou cassaou de Trespots au notaire Alexandre Dihinx. Après sa mort, deux autres propriétaires se succèdent.
Un sentier permet de faire le tour du terrain. C'est un lieu de promenade pour les Biarrots. En 1882, le terrain est vendu à Ange Du Fresnay (en), directeur général de la compagnie d'assurances le Phénix à Paris, fils de Marie du Fresnay et père de  Guy du Fresnay.
La construction d'une maison est confiée à l'architecte Alphonse Bertrand secondé par l'entrepreneur A. Joly. Elle suit un plan rectangulaire agrémenté par un donjon néo-médiéval et une tourelle en poivrière construits par Dominique Morin en 1889. 
La situation insolite de la villa sur les rochers, sa proximité avec le « Trou du Diable » (un gouffre où les vagues passent sous la route lors des fortes tempêtes), le nom « Beltza » signifiant noir en français, ont alimenté des légendes de sorcellerie ou de revenants. Le nom de la maison a été donné par Monsieur du Frenay en hommage à son épouse, Marie Belza Dubreuil.
En 1908, le cinéma met à profit ce site exceptionnel pour servir de décor à diverses scènes de films.
En 1923, la propriétaire Mme du Frenay loue la maison à Grégoire Beliankine, beau-frère d'Igor Stravinsky. Il reconvertit la villa en restaurant russe, mais ne pouvant utiliser le nom de Belza, il l’appelle « le Château basque ». Des dîners de gala somptueux s'y déroulent . Il y a la fête russe, la fête japonaise, la fête de Neptune, la fête de Bacchus... Pour les nuits d'Afrique, le jardin devient forêt vierge. Rien n'y manque, ni les lianes, ni les animaux exotiques, depuis le gorille jusqu'au boa enroulé autour d'un...tamaris.
En 1926, les chœurs cosaques font entendre tous les soirs les airs populaires russes, après quoi, sans transition, on danse le charleston avec frénésie.
Le Prince de Galles, futur Édouard VIII, était un adepte convaincu de ces soirées. Les grands-ducs russes se croyaient revenus au pays et s'en donnaient à cœur joie.

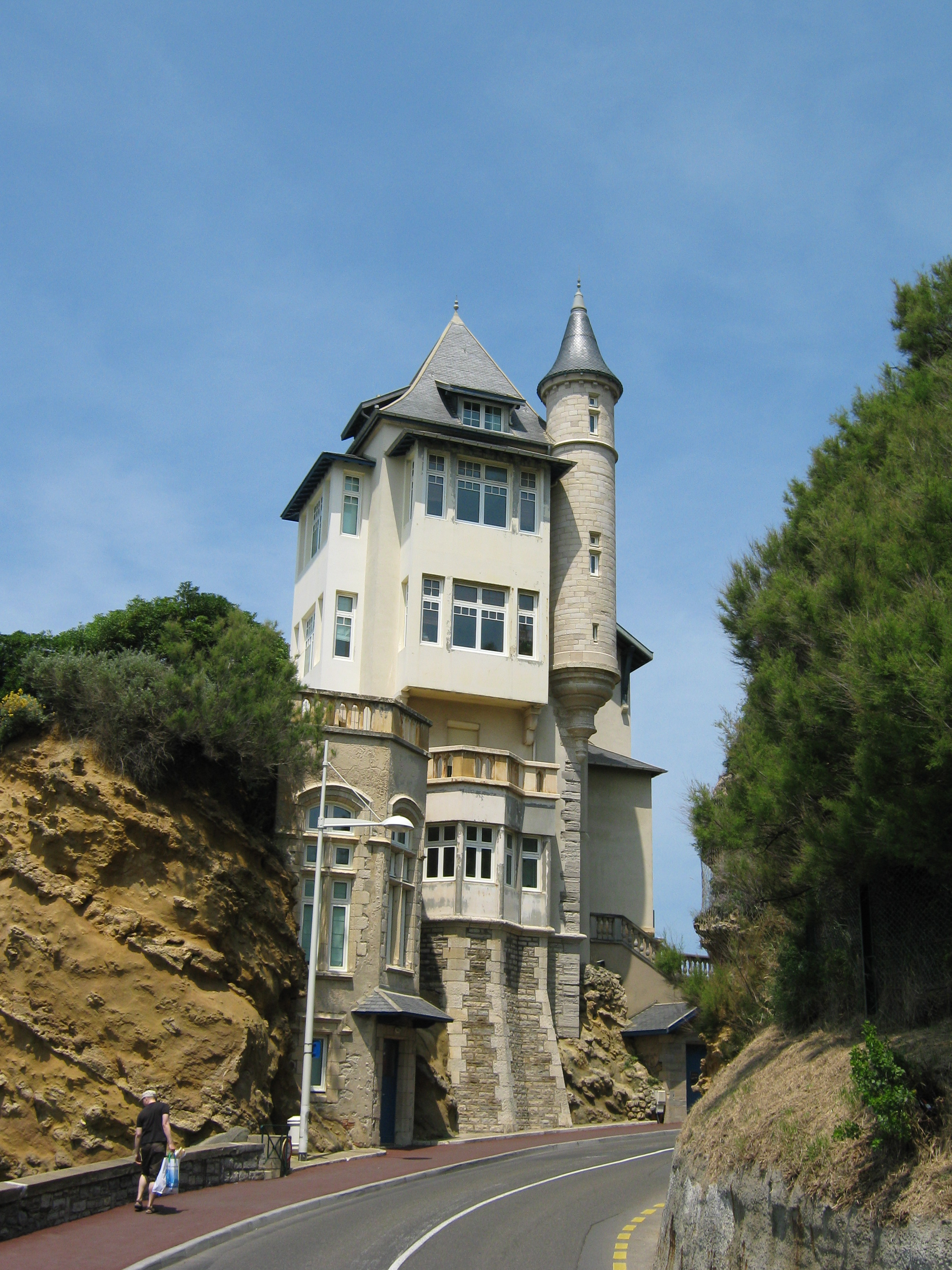
La villa vue depuis la route

En 1927, entièrement rénové, le cabaret reçoit ses clients dans une salle transformée en auberge campagnarde du XVIIe siècle, à l'époque des mousquetaires, avec du mobilier Louis XIII et des murs tapissés de tentures rouges.
Le krach boursier de 1929 marque le début du déclin.
En 1940, pendant l'Occupation de la France par l'Allemagne, la villa est réquisitionnée et un blockhaus est construit pour défendre le port-Vieux.
Après la guerre, Madame Pouyet, née Lacrouts, de retour d’Amérique, achète la villa. Elle la fait restaurer et la divise en sept appartements. Des discordes éclatent entre les différents occupants et la villa subit un premier incendie. Elle est rachetée et restaurée, mais le 8 juin 1974, un second incendie ravage la maison détruisant les deuxième et troisième étages. S'ensuivent des procès, des lenteurs administratives ; la maison reste ouverte à tous les vents, et elle est squattée.
Dans les années 1990 un jeune marchand de biens parisien, Jean-Marc Galabert, réussit à acheter tous les lots et se lance dans un projet de réhabilitation. Il garde les murs et aménage dix somptueux appartements en copropriété. Ces derniers battent en 1993 le record du prix de vente, avec une valeur avoisinant 8 000 euros au mètre carré.
Dans le cadre de la zone de protection du patrimoine architectural, urbain et paysager (ZPPAUP), la municipalité décide en 1997 de protéger 837 bâtiments de la ville, parmi lesquels se trouve la villa Belza.
La villa a fait l'objet d'une grande phase de rénovation de ses extérieurs de 2015 à 2018.
En 2020, un appartement s'y vend au prix de 40 000 euros le mètre carré.